# 上城井村
上城井村（かみきいむら）は、福岡県築上郡にあった村。現在の築上郡築上町の一部。

## 地理
- 城井川上流の谷間に位置した[1]。

## 歴史
- 1889年（明治22年）4月1日 - 町村制の施行により、築城郡寒田村、櫟原村、本庄村、伝法寺村、松丸村が合併し上城井村が成立[1][2]。
- 1896年（明治29年）4月1日 - 郡の統合により築上郡の所属となる[1][3]。
- 1944年（昭和19年）から1945年（昭和20年）- 台風による城井川の氾濫で本庄、伝法寺、松丸地区で家屋流失などの被害を受ける[1]。
- 1955年（昭和30年）4月1日 - 築上郡下城井村・築城村と新設合併して築城町が発足。同日上城井村廃止[1][2]。

## 交通
- 1954年（昭和29年）- 椎田から寒田の間にバス定期便開通[1]。

## 名所・旧跡
- 本庄のクス（天然記念物、1922年指定）[1]